# Sociedad Estadounidense de la Orquídea

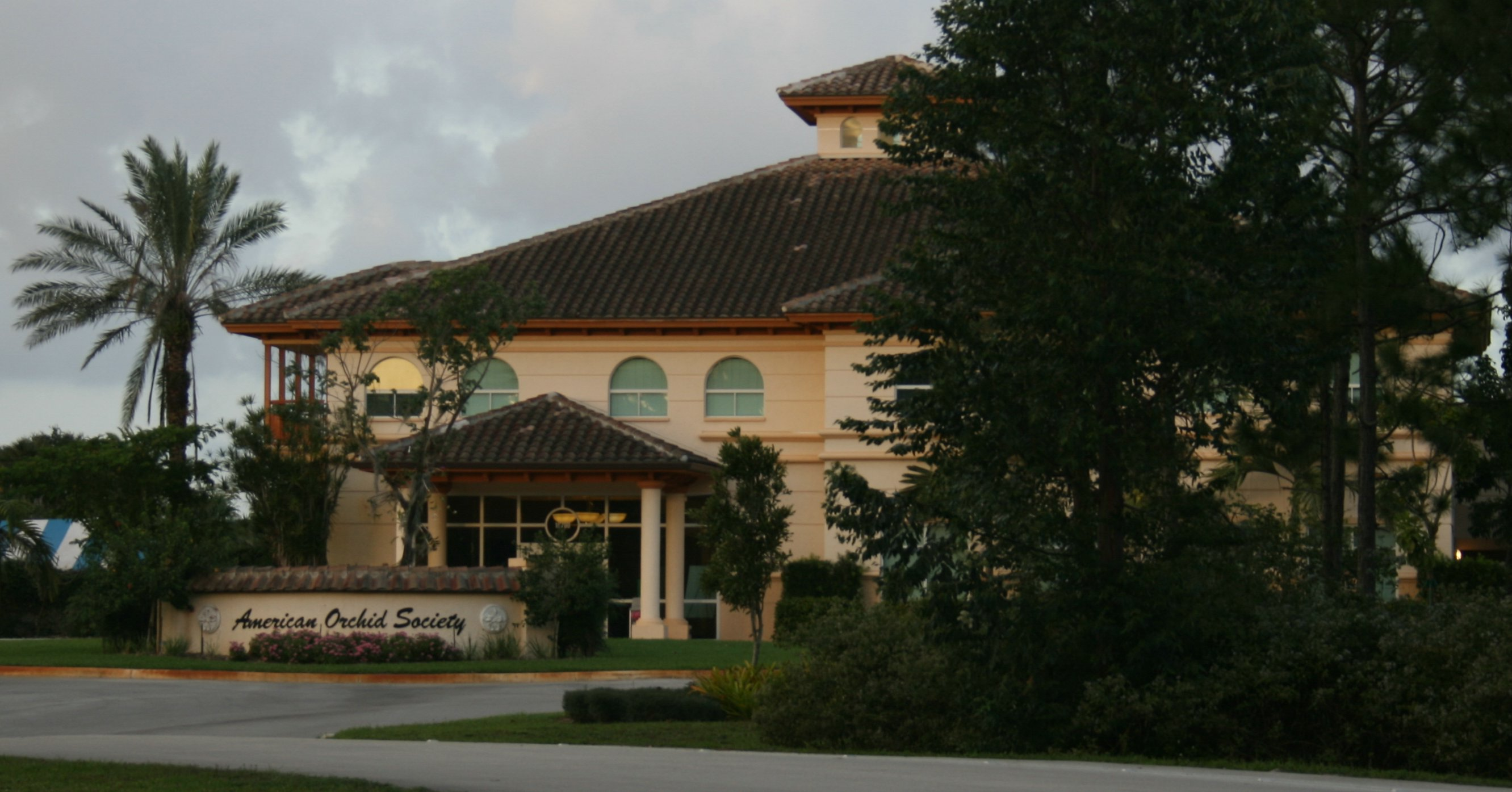
Sede

La American Orchid Society (Sociedad Estadounidense de la Orquídea) es una sociedad hortícola dedicada a la promoción, cultivo, y estudio de las orquídeas. La organización fue fundada en 1921 y actualmente tiene una membresía de ámbito internacional.
Cada 4 años se realiza una exposición llamada mundial de las orquídeas, y se escoge en donde va a ser. 
La sede se encuentra en Boca Ratón (Florida), adyacente al Morikami Museum and Japanese Gardens en Estados Unidos. 
La organización publica una revista de periodicidad mensual, Orchids (anteriormente AOS Bulletin).